# Центромера

Схема будови хромосоми в пізній профазі та метафазі мітозу. 1—хроматида; 2—центромера; 3—коротке плече; 4—довге плече.

Центромера — ділянка в середині хромосоми, що характеризується специфічною нуклеотидною послідовністю і структурою. Центромера відіграє важливу роль в процесі поділу клітинного ядра і в контролі експресії генів. Зазвичай термін «центромера» використовується тільки щодо клітин еукаріотів, хоча бактерії та археї також мають подібні до центромер структури.

## Функції
Центромера бере участь в з'єднанні сестринських хроматид, формуванні кінетохора, кон'югації гомологічних хромосом і залучена в контроль експресії генів.
Саме в області центромери сполучені сестринські хроматиди в профазі і метафазі мітозу і гомологічні хромосоми в профазі і метафазі першого поділу мейозу. На центромерах же відбувається формування кінетохорів: білки, що зв'язуються з центромерою формують точку прикріплення для мікротрубочок веретена поділу в анафазі і телофазі мітозу і мейозу.
Відхилення від нормального функціонування центромери ведуть до проблем у взаємному розташуванні хромосом в ядрі під час його поділу, і в результаті — до порушень процесу сегрегації хромосом (розподілу їх між дочірніми клітинами). Ці порушення приводять до анеуплоїдії, яка може мати тяжкі наслідки (наприклад, викликати синдром Дауна у людини, пов'язаний з анеуплоїдією (трисомією) по 21-ій хромосомі).

## Розташування центромер
Кожна хромосома має два плеча, коротке (позначається p, від фр. pepite — «малий») і довге (q). Вони можуть бути сполучені за допомогою метацентричного (коли два плеча рівні за довжиною), субметацентричного (різні плечі), акроцентрицного (одне плече значно коротше за інше) або телоцентричного (одне плече відсутнє) методу.
Наприклад, акроцентричними є 5 хромосом людини: 13, 14, 15, 21 і 22 (всі вони містять гени, що кодують рРНК). Телоцентричними є всі хромосоми миші, тоді як люди їх не мають.

## Центромерна послідовність
У більшості еукаріотів центромера не має визначеної, відповідної їй нуклеотидної послідовності. Зазвичай вона складається з великої кількості повторів ДНК (наприклад, сателітної ДНК), в якій послідовність усередині індивідуальних елементів, що повторюються, схожа, але не ідентична. У людини основна послідовність, що повторюється, називається α-сателітом, проте в цьому регіоні є кілька інших типів послідовностей. Встановлено, проте, що повторів α-сателіту недостатньо для утворення кінетохора і що відомі функціонуючі центромери, які не містять α-сателітної ДНК.

## Спадкування
У визначенні місцеположення центромери у більшості організмів значну роль грають епігенетичні фактори. Дочірні хромосоми утворюють центромери в тих же місцях, що і материнська хромосома, незалежно від характеру послідовності, розташованої в центромерній ділянці. Передбачається, що повинний бути якийсь первинний спосіб визначення місцеположення центромери, навіть якщо згодом її місцеположення визначається епігенетичними механізмами.

## Будова
ДНК центромери зазвичай представлена гетерохроматином, що, істотно для її функціонування під час кон'югації та розходженні хроматид. У цьому хроматині людини (та щонайменш частини інших еукаріотів) нормальний гістон H3 заміщений центромеро-специфічним гістоном CENP-A. Вважається, що присутність CENP-A необхідна для збірки кінетохора на центромері і може грати роль в епігенетичному спадкуванні місцеположення центромери.
В дріжджах Schizosaccharomyces pombe (і ймовірно в інших еукаріотах) формування гетерохроматину центромер пов'язане з РНКі. В деяких випадках, наприклад у нематоди Caenorhabditis elegans, у лускокрилих, а також у деяких рослин, хромосоми голоцентричні. Це означає, що на хромосомі немає характерної первинної перетяжки — специфічної ділянки, до якої переважно прикріпляються мікротрубочки веретена поділу. В результаті кінетохор має дифузний характер, і мікротрубочки можуть прикріплятися по всій довжині хромосоми.

## Аберації центромер
В деяких випадках у людини відмічено формування додаткових неоцентромер. Звичайно це пов'язане із інактивацією старої центромери, оскільки діцентричні хромосоми (хромосоми з двома активними центромерами) зазвичай руйнуються під час мітозу. У деяких незвичайних випадках було відмічено спонтанне утворення неоцентромер на фрагментах хромосом, що розпалися. Деякі з цих нових позицій спочатку складалися з еухроматину і зовсім не містили α-сателітної ДНК.